# Ірод Агріппа I
Ірод Агріппа I, Агріппа Великий (лат. Marcus Julius Agrippa; 10 рік до н. е. — 44 р.) — цар Юдеї з 37 по 44 рік н. е.

## Походження
Ірод Агріппа I син Арістобула і його дружини Береніке та онук Ірода Великого, народився 10 року до н. е. Його брат — Ірод Халкіський — пізніше цар Халкідського царства. Його іншим братом був Арістобул, одружений пізніше з дочкою царя Емеси Сапсігерамоса ІІ.

## Біографія
Ірод Агріппа I виховувався в Римі разом з сином імператора Тиберія — Друзом Молодшим та майбутнім імператором Клавдієм. Таким чином він мав добрий доступ до імператорського двору в Римі. Ірод Агріппа I завів дружбу з різними членами імператорської сім'ї. Одним з них був Гай, відоміший як Калігула, який став імператором в 37 році н. е. Звиклий до марнотратного життя, він розтратив маєток, який дістався йому від матері і був змушений після смерті свого приятеля Друза (23 р.) повернутися в Юдею, розділену тоді на кілька князівств під правлінням нащадків Ірода як римських ставлеників, прийняти свою посаду у свого шурина Антипи, князя галілейського. Але на цій посаді він довго не втримався. Агріппа наробив багато боргів (він одній римські скарбниці був винен 40000 динаріїв). У 35/36 р. за фінансової допомоги Александра Алабарха він зважився повернутися в Рим, щоб знову випробувати там щастя. Спочатку щастя йому не посміхалося. Унаслідок одного необережного відгуку проти Тиберія він був кинутий до в'язниці, де і залишався до смерті Тіберія. При Калігулі (37 р н. е.) він не тільки повернув свою свободу, а й отримав милостей. Калігула проголосив Агріппу І царем Ітуреї, землі Трахонітської і Авіліеї, тобто наділив його колишніми володіннями тетрарха Филипа провінції Батанею і Трахонею, до яких згодом додав ще і землі вигнаного в 39 році Ірода Антипи — Галілею і Перею. Агріппа ще перебував у Римі, коли в 41 році н. е. був убитий Калігула. За деякими повідомленнями, Агріппа грав не останню роль при врегулюванні кризи, що виникла за цими подіями. Він брав безпосередню участь в переговорах між римським сенатом і Клавдієм, ще одним його впливовим другом. У результаті Клавдія проголосили імператором, і так вдалося запобігти громадянській війні. Щоб віддячити Агріппі за його посередництво, Клавдій розширив його царські володіння, подарувавши йому Юдею і Самарію, які перебували в підпорядкуванні римських прокураторів з 6 року н. е. Так Агріппа став правити такою ж за розміром територією, що й Ірод Великий. Столицею царства Агріппи був Єрусалим, де він здобув прихильність релігійних керівників. Він ретельно дотримувався юдейського закону і традицій. Проте всі його твердження, що він служить Богу були марні, тому що він влаштовував гладіаторські бої і язичницькі вистави в театрі.

## Смерть
Але Агріппа царював недовго. 44 року н. е. на бенкеті в Кесарії він раптово захворів і помер у 54-річному віці. Його смерть згадана у Діях апостолів, що відіграє велику роль у хронології новозавітніх подій:

## Потомство
Ірод Агріппа I мав із своєю дружиною Кіпрос сина — Ірода Агріппу II, який по смерті свого батька був ще замолодий для правління царством. Через це Юдею перетворили знову на римську провінцію якою управляли римські прокуратори. Лише у 48 році по смерті його дядька Ірода II в Єрусалимі Агріппі II було доручено верховне спостереження над храмом, право призначення первосвящеників і царські почесті. 53 року Агріппа II отримав у володіння території колишньої Філіппської тетрархії. По смерті Клавдія (54 р.) імператор Нерон додав до його володінь частину Галілеї з головним містом Тиверіада.
Крім сина Ірод Агріппа I мав дві дочки. Одна з них Береніка була дружиною сина Юлія Александра, потім дружиною її дядька Ірода Халкійського і коханкою імператора Тита. Друга донька Друзілла стала дружиною прокуратора Юдеї Марка Антонія Фелікса.